# Lisignago
Lisignago és un antic municipi italià, dins de la província de Trento. L'any 2007 tenia 504 habitants. Limitava amb els municipis d'Albiano, Cembra i Giovo.
L'1 de gener 2016 es va fusionar amb el municipi de Cembra creant així el nou municipi de Cembra Lisignago, del qual actualment és una frazione.

## Administració
| Període | Identitat        | Partit        |
| ------- | ---------------- | ------------- |
| 2008-   | Mariano Ferretti | Llista cívica |